# هالی وستون
هالی وستون بازیگر انگلیسی است. او برای بازی در نقش اش کین در سریال تلویزیونی بریتانیایی هالیوکس شناخته شده است.
وستون در پاتنی، لندن، انگلستان به دنیا آمد. وستون بازیگری را از کودکی شروع کرد. او قبل از آموزش در آکادمی هنرهای تئاتر Mountview در تئاتر Anna Scher در رقص آموزش دیده است. پس از اینکه وستون برای بازی در هالیوکس انتخاب شد، او به لیورپول نقل مکان کرد، جایی که سریال در آن فیلمبرداری می‌شود.

## فیلم‌شناسی
| سال       | عنوان                           | نقش            | یادداشت‌ها                  |
| --------- | ------------------------------- | -------------- | -------------------------- |
| ۲۰۰۳      | دهان به دهان                    | "کلیر"         |                            |
| ۲۰۰۴      | دیوار سکوت                      | کلی روب        | فیلم تلویزیونی             |
| ۲۰۰۵      | قتل در حومه شهر                 | هولی اندروز    | قسمت: "جادوگران"           |
| ۲۰۰۶      | عشق بیش از حد وسوسه کننده       | برندا          |                            |
| ۲۰۰۶      | که                              | لورا           |                            |
| ۲۰۰۷      | درختان نقره ای                  | هولی           |                            |
| ۲۰۰۸      | تنها چیزی که مونده              |                |                            |
| ۲۰۰۸      | کثافت و خرد                     | هولی           |                            |
| ۲۰۰۸      | خیابان هارلی                    | گریس           | سریال تلویزیونی            |
| ۲۰۰۹      | از دست دادن                     | گلوله          | سریال تلویزیونی            |
| ۲۰۰۹      | روزی با جسی                     | جسی            |                            |
| ۲۰۱۰      | پراکنده شده                     | صوفی           |                            |
| ۲۰۱۰      | قانون و نظم: انگلستان           | "سادی"         | قسمت: "طارد شده"           |
| ۲۰۱۱      | گنگستر کتن                      | دختر کریک ۲    |                            |
| ۲۰۱۱      | تأثیرات نشان                    | لارا ستون      |                            |
| ۲۰۱۱—۲۰۱۳ | هولویک                          | آش کین         | سریال تلویزیونی            |
| ۲۰۱۱      | وقت کشتن                        | جولی           |                            |
| ۲۰۱۲      | ادلوائس                         | پولی           |                            |
| ۲۰۱۲      | جان کارتر                       | همسر جان کارتر |                            |
| ۲۰۱۲      | گرمای سفید                      | لیا            |                            |
| ۲۰۱۳      | دیمنتامانیا                     | لورا هارینگتون |                            |
| ۲۰۱۴      | تلفات                           | ایمی ویبستر    | قسمت: "ماسکارا روز عاشقان" |
| ۲۰۱۵      | قاتل                            | کلو            |                            |
| ۲۰۱۵      | آه آه                           | الن            |                            |
| ۲۰۱۶      | مجموعه                          | فلور           | سریال تلویزیونی            |
| ۲۰۱۸      | پدر براون                       | لوسی داوز      | قسمت: "رقص مرگ"            |
| ۲۰۱۸      | منتظر دستورالعمل‌های بیشتر باشید | کیت            |                            |